# TV Osaka
Television Ōsaka, Inc. (テレビ大阪株式会社, Terebi Ōsaka Kabushiki Gaisha, également appelée TVO) est une chaîne de télévision basée à Osaka au Japon affiliée avec TXN.

## Historique
- 1981 : création à la suite de la séparation de Tōkyō Channel 12 Ltd. (actuellement TV Tōkyō).
- 1er mars 1982 : affiliation au « Mega TON Network » (メガTONネットワーク?).
- 1er décembre 2003 : lors du lancement du signal numérique, TV Ōsaka adopte un nouveau logo qui reflète mieux l'ère numérique.